# 합착
치의학에서 합착(luting) 또는 결합(cementation)이란 인레이, 치관(Crown), 계속가공의치, 비니어, 교정용 브라켓과 밴드 등을 포함한 두 성분을 치과용 시멘트를 이용해 합착시키는 것이다. 합착을 시키기 위해 사용되는 합착제는 점성이 낮은 물질로서 치아구조와 보철물 사이에 적용되 보철물을 치아 구조(와동 내) 단단히 부착시킨다.
치과재료에서 레진 및 글래스아이오노머 시멘트를 제외하고는 모두 접착 성질이 적거나 아예 없기 때문에 치과용 시멘트를 이용한 합착이 넓게 사용되고있다.
재래식 시멘트를 사용한 기계적인 합착은 오늘날 접착치과학의 기반이 된 산부식을 이용한 상아질결합이 개발될 때까지 수복물을 치아에 합착시키는 유일한 수단이였다. 합착이 성공적으로 이루어지면 수복물의 유지력이 높이고 수명을 연장할 수 있다.